# Baugé-en-Anjou
Pour les articles homonymes, voir Baugé (homonymie).
Baugé-en-Anjou est une commune française située dans le département de Maine-et-Loire, en région Pays de la Loire.
Cette commune nouvelle est née le 1er janvier 2013 du regroupement des cinq anciennes communes de Baugé, Montpollin, Pontigné, Saint-Martin-d'Arcé et Le Vieil-Baugé, qui deviennent des communes déléguées. Son chef-lieu est fixé à Baugé.
Le 1er janvier 2016, ce regroupement est étendu aux neuf autres communes de l'ancienne communauté de communes du canton de Baugé (dont une ancienne commune nouvelle comptant deux communes déléguées). La commune nouvelle compte alors 15 communes déléguées : Baugé, Bocé, Chartrené, Cheviré-le-Rouge, Clefs, Cuon, Échemiré, Fougeré, Le Guédeniau, Montpollin, Pontigné, Saint-Martin-d'Arcé, Saint-Quentin-lès-Beaurepaire, Vaulandry, Le Vieil-Baugé.

## Géographie
Elle se situe dans la partie orientale du département de Maine-et-Loire (Baugeois).

### Localisation
Commune angevine du Baugeois, Baugé-en-Anjou se situe dans l'ouest de la France, dans la partie nord-est du département de Maine-et-Loire. Elle se trouve à 35 km d'Angers, à 32 de Saumur, à 55 du Mans, à 62 de Tours et à 233 km de Paris.
Par rapport à Baugé, Le Vieil-Baugé se trouve à 1,7 km au sud-ouest, Saint-Martin-d'Arcé à 2,4 km au nord-est, Pontigné à 4,85 km à l'est et Montpollin à 4,8 km au nord,.
| Bazouges Cré sur Loir (Sarthe), Les Rairies, Montigné-lès-Rairies, Durtal | La Flèche (Sarthe)                | Thorée-les-Pins (Sarthe), Savigné-sous-le-Lude (Sarthe) |
| Jarzé Villages                                                            | Baugé-en-Anjou                    | Noyant-Villages                                         |
| Sermaise, Les Bois d'Anjou                                                | La Lande-Chasles, Longué-Jumelles | Mouliherne                                              |

### Géologie et relief
Son territoire a une superficie de plus de 268 km2 (26 825 hectares) et son altitude varie de 27 (Le Vieil-Baugé) à 103 mètres (Montpollin).
Situé sur le Bassin parisien, le territoire de Baugé-en-Anjou se trouve sur un plateau ondulé, où alternent buttes et étroites vallées. Son sous-sol se compose d'alluvions anciennes et modernes, et au nord s'étend un banc de terrain sénonien (sable et grès). Sur le territoire de Saint-Martin-d'Arcé, on trouve de hauts coteaux découpés par des vallées profondes, avec une géologie composée de grès tertiaire et de calcaire.
La ville de Baugé se situe dans une vallée, sur les bords du Couasnon.

### Hydrographie
Ce territoire rural est traversé par la rivière du Couasnon, dont le paysage se compose d'un vallon et de bois, ainsi que par la rivière l'Altrée.

### Végétation
Baugé-en-Anjou se situe à l’orée de la forêt de Chandelais. Cette forêt domaniale de 800 hectares est composée de chênes et de hêtres.
Située sur l'unité du plateau du Baugeois, son territoire comporte plusieurs protections :
- Protection réglementaire, site classé et inscrit pour la zone urbaine de Baugé ;
- Inscription au réseau Natura 2000 du site d'importance communautaire de la cavité souterraine de La Poinsonnière (Le Vieil-Baugé)[14] ;
- Inventaire des zones naturelles d'intérêt écologique, floristique et faunistique (ZNIEFF) pour la zone du bois et vallée du Couasnon entre Baugé et Pontigné (Baugé, Pontigné, Saint-Martin-d'Arcé)[15], pour la zone du ruisseau Le Verdun (Montpollin, Saint-Martin-d'Arcé)[16],[15], pour la zone de la forêt de Chandelais et celles des bois de Vernus et de Lanfray (Pontigné)[17], et pour la zone de la cavité souterraine de La Poinsonnière et cavité souterraine de La Barangerie (Le Vieil-Baugé)[14] ;
- Eau et milieux aquatiques, schémas d'aménagement et de gestion des eaux pour les cours de l'Authion et du Loir (Baugé).

### Climat
Pour des articles plus généraux, voir Climat des Pays de la Loire et Climat de Maine-et-Loire.
En 2010, le climat de la commune est de type climat océanique altéré, selon une étude du CNRS s'appuyant sur une série de données couvrant la période 1971-2000. En 2020, Météo-France publie une typologie des climats de la France métropolitaine dans laquelle la commune est exposée à un climat océanique et est dans la région climatique Moyenne vallée de la Loire, caractérisée par une bonne insolation (1 850 h/an) et un été peu pluvieux.
Pour la période 1971-2000, la température annuelle moyenne est de 11,7 °C, avec une amplitude thermique annuelle de 14,5 °C. Le cumul annuel moyen de précipitations est de 646 mm, avec 11,1 jours de précipitations en janvier et 6 jours en juillet. Pour la période 1991-2020, la température moyenne annuelle observée sur la station météorologique de Météo-France la plus proche, « Fontaine-Guerin », sur la commune des Bois d'Anjou à 9 km à vol d'oiseau, est de 12,7 °C et le cumul annuel moyen de précipitations est de 666,2 mm,. Pour l'avenir, les paramètres climatiques de la commune estimés pour 2050 selon différents scénarios d'émission de gaz à effet de serre sont consultables sur un site dédié publié par Météo-France en novembre 2022.
| Mois                                  | jan.           | fév.           | mars          | avril         | mai           | juin          | jui.          | août         | sep.          | oct.          | nov.          | déc.          | année      |
| ------------------------------------- | -------------- | -------------- | ------------- | ------------- | ------------- | ------------- | ------------- | ------------ | ------------- | ------------- | ------------- | ------------- | ---------- |
| Température minimale moyenne (°C)     | 3,1            | 2,6            | 4,3           | 6,5           | 9,8           | 13,1          | 14,6          | 13,9         | 11,4          | 9,4           | 6             | 3,2           | 8,2        |
| Température moyenne (°C)              | 5,9            | 6,2            | 8,7           | 12            | 15            | 18,6          | 20,4          | 19,6         | 17,2          | 13,6          | 9,2           | 6,1           | 12,7       |
| Température maximale moyenne (°C)     | 8,6            | 9,8            | 13,2          | 17,4          | 20,3          | 24,1          | 26,3          | 25,4         | 22,9          | 17,8          | 12,5          | 9,1           | 17,3       |
| Record de froid (°C) date du record   | −11,2 07.01.09 | −11,5 12.02.12 | −9,9 01.03.05 | −3,1 04.04.22 | 1,1 14.05.10  | 4,2 01.06.06  | 6,7 10.07.04  | 5,8 21.08.14 | 2 29.09.07    | −2 26.10.10   | −5,4 30.11.10 | −8,3 29.12.05 | −11,5 2012 |
| Record de chaleur (°C) date du record | 16,3 24.01.16  | 22,2 27.02.19  | 25,1 31.03.21 | 29,3 15.04.15 | 32,1 28.05.17 | 40,5 18.06.22 | 40,7 23.07.19 | 39 07.08.20  | 35,7 14.09.20 | 30,9 02.10.23 | 22,3 08.11.15 | 16,9 19.12.15 | 40,7 2019  |
| Précipitations (mm)                   | 63,1           | 47,2           | 55,9          | 47,5          | 64            | 49,6          | 44,9          | 48,6         | 42,1          | 73            | 63,9          | 66,4          | 666,2      |

### Le pays baugeois
Le Baugeois est la partie nord-est du département de Maine-et-Loire. Elle est délimitée au Sud par la vallée de l'Authion et celle de la Loire, et à l'Ouest par la vallée de la Sarthe. Baugé en est la capitale historique.
Outre la Sarthe, le Loir et l'Authion, le pays Baugeois est traversé par le Couasnon et son affluent l'Altrée. Cette rivière prend sa source sur la commune d'Auverse, pour se jeter dans l'Authion à Beaufort-en-Vallée et à Mazé. On trouve également dans la région les cours d'eau de la Marconne et du Lathan.
La région du Baugeois est la plus boisée du département. Elle est constituée de deux forêts domaniales (Chandelais et Monnaie) et de nombreuses forêts de chênes, de châtaigniers, de pins et de peupliers. Les étendues gagnées sur la forêt ont laissé place à des landes.
Son relief est principalement constitué d'un plateau, aux terrains sablonneux, siliceux ou calcaires, caractérisés par de larges affleurements sédimentaires, crétacés, sables et calcaires aux teintes claires.

## Urbanisme

### Typologie
Au 1er janvier 2024, Baugé-en-Anjou est catégorisée commune rurale à habitat dispersé, selon la nouvelle grille communale de densité à sept niveaux définie par l'Insee en 2022.
Elle appartient à l'unité urbaine de Baugé-en-Anjou, une unité urbaine monocommunale constituant une ville isolée,. Par ailleurs la commune fait partie de l'aire d'attraction de Baugé-en-Anjou, dont elle est la commune-centre,. Cette aire, qui regroupe 1 communes, est catégorisée dans les aires de moins de 50 000 habitants,.

### Logement
En 2020, le nombre total de logements dans la commune est de 6 007, alors qu'il est de 5 938 en 2014 et de 5 781 en 2009.
Parmi ces logements, 83,6 % sont des résidences principales, 7,4 % des résidences secondaires et 9 % des logements vacants. Ces logements sont pour 89,9 % d'entre eux des maisons individuelles et pour 8,5 % des appartements.
Le tableau ci-dessous présente la typologie des logements à Baugé-en-Anjou en 2020 en comparaison avec celle du Maine-et-Loire et de la France entière. Une caractéristique marquante du parc de logements est ainsi une proportion de résidences secondaires et logements occasionnels (7,4 %) supérieure à celle du département (3,2 %) et inférieure à celle de la France entière (9,7 %). Concernant le statut d'occupation des résidences principales, 68,7 % des habitants de la commune sont propriétaires de leur logement (67,8 % en 2014), contre 60,4 % pour le Maine-et-Loire et 57,5 pour la France entière.
| Typologie                                               | Baugé-en-Anjou | Maine-et-Loire | France entière |
| ------------------------------------------------------- | -------------- | -------------- | -------------- |
| Résidences principales (en %)                           | 83,6           | 90,3           | 82,1           |
| Résidences secondaires et logements occasionnels (en %) | 7,4            | 3,2            | 9,7            |
| Logements vacants (en %)                                | 9              | 6,6            | 8,2            |

## Toponymie
Le nom de la localité est attesté sous les formes Bellogaecum à l'époque mérovingienne, Balgiacum [castrum] 1035-1060 ; [Ermenbertus de] Balgi en 1060 ; Baugeium en 1100 ; Baugé en 1575, bien qu'on trouve aussi parfois dans des écrits l'orthographe Beaugé, ; Baugé en 1793.
Le déterminant complémentaire en-Anjou est un ajout récent. Le nom de la commune nouvelle a été décidé par l'ensemble des conseillers, faisant apparaître les noms de Baugé et d’Anjou, caractérisant le territoire et bénéficiant d’une notoriété.
Il s’agit d'une formation toponymique en -(i)acum, suffixe gaulois localisant et marquant la propriété. La finale -é représente son évolution la plus courante dans l'ouest de la France, alors qu'ailleurs dans la partie nord du pays, la terminaison -y est la plus fréquente. Le premier élément Baug(i)- représente un anthroponyme. Albert Dauzat propose le nom d'homme latin Balbius que l'on retrouve dans les formations homonymes Baugy (Oise, Baugiacus 1263); Baugy (Cher, Balgiacus 856); Bâgé-la-Ville (Ain, [in villa] Balgiaco 1004 - 1019).
Remarque : le mot bauge n'est pas attesté en français avant le XVe siècle au sens de « hutte en torchis », puis « cabane, abri de certains animaux ». En maçonnerie, il désigne un mortier de terre grasse et de paille dont on enduit les murs extérieurs des habitations, c'est-à-dire un torchis. Le sens péjoratif de « gîte fangeux de certains animaux » est tardif.

## Histoire

### Préhistoire et Antiquité
Un site mégalithique est présent sur Baugé, témoin des premières occupations humaines de ce territoire. Il s'agit du dolmen de La Pierre-Couverte. Il est formé d'une chambre unique, précédée d'un vestibule, et ses deux tables s'appuient sur cinq supports.
De nombreux vestiges préhistoriques y ont été découverts: on a retrouvé à Pontigné vingt-deux haches de pierre polie, deux menhirs (détruits) et un dolmen (la Pierre-Couverte), à Saint-Martin-d'Arcé, dix haches en pierre polie et un menhir (Pierrefrite), et au Vieil-Baugé, une hache en pierre polie.

### Moyen Âge
Au Moyen Âge,
- le centre primitif de Baugé se situe au Vieil-Baugé ;
- à Montplollin, la villa est donnée à Notre-Dame de Saintes en 1047 par Geoffroy II d'Anjou, dit Geoffroy Martel, et la comtesse Agnès, l’abbesse de Notre-Dame de Saintes étant dès lors dame de la seigneurie[38] ;
- la seigneurie de Pontigné dépend de la terre de Bareille en Chalonnes-sous-le-Lude, appartenant aux seigneurs du Lude[36] ;
- à Saint-Martin-d'Arcé, il existait une église dès le milieu du XIe siècle, appartenant au seigneur de Doussé[10] ;
- le fief du Vieil-Baugé appartient à Hugues de Beaupreau, qui fait don aux religieux de Saint-Serge d'Angers de l'église Saint-Symphorien[37].

Jusqu'au XIe siècle, Baugé se confond avec le Vieil-Baugé, riche alors de deux églises avec prieuré. Foulques Nerra déplace le centre de la viguerie sur un emplacement qui domine le val du Couesnon, et créé une motte féodale avec château-fort et église, autour desquels se constitua une nouvelle ville, Baugé (1015-1025).
En 1343, le sel devient un monopole d'État par une ordonnance du roi Philippe VI de Valois, qui institue la gabelle, la taxe sur le sel. L'Anjou fait alors partie des pays de « grande gabelle » et comprend seize tribunaux spéciaux (ou greniers à sel), dont celui de Baugé.

Du milieu du XIVe siècle au milieu du XVe, la guerre de Cent Ans n'épargne pas la région. En 1421 une armée française, principalement composée d'alliés écossais, remporte la bataille de Baugé contre une armée anglaise.

De la motte féodale initiale de Baugé il ne reste rien. Un nouveau château est édifié à son emplacement actuel par les Plantagenêt. Incendié à plusieurs reprises, en 1451 le roi René le fait reconstruire, en faisant consolider puis restaurer les ruines.
Le roi René fait de ce château sa résidence de chasse et y vient régulièrement. Séduit par l'abondance et la richesse des forêts baugeoises, il y séjourne pour pratiquer la chasse. Vouant une dévotion particulière à la croix de Baugé, il l'adopte en son blason et en fait le symbole de l'Anjou.

### Ancien Régime

Carte de la sénéchaussée de Baugé en Anjou au XVIIIe siècle.

L'autorisation de clore la ville de Baugé est accordée en 1539 (ville close de l'Anjou). Le mur et les tours sont édifiés dans les années suivantes.
Durant les guerres de religion, Baugé s'oppose au pouvoir royal. Une fois Henri IV devenu souverain, une grande partie de la province d'Anjou, hormis Angers et Saumur, refuse de reconnaître ce roi huguenot. Les ligueurs de Segré, Baugé, Beaupréau et Chalonnes refusent de se rallier au roi. En 1593, le roi s'étant converti au catholicisme, la paix revient.
En 1685 la révocation de l'édit de Nantes a des répercussions en Anjou, surtout à Baugé et à Saumur où les protestants sont fortement implantés.

Sous l'Ancien Régime, Baugé est à la tête d'une importante sénéchaussée de l'Anjou, dépendante de la sénéchaussée principale d'Angers. Jusqu'au XVIe siècle, cette juridiction couvrira un territoire allant jusqu'à Château-la-Vallière (Indre-et-Loire) à l'est et Le Lude (Sarthe) au nord.

### Époque contemporaine
Après la Révolution éclate une insurrection royaliste et en 1793 celle de la guerre de Vendée. Tout l'Anjou sera concerné par ces événements.

À la réorganisation administrative qui suit la Révolution, les communes qui constituent aujourd'hui Baugé-en-Anjou sont rattachées au canton de Baugé et au district de Baugé, puis en 1800 à l'arrondissement de Baugé, et à sa disparition en 1926 à l'arrondissement de Saumur,,,,.

Au XVIIIe siècle, le marquis de Turbilly réalise des expériences de défrichement, améliore les prairies et l'élevage des moutons.
Au XIXe siècle se déroule chaque année dans le Baugeois des comices cantonaux particulièrement dynamiques, que ce soit sur le canton de Baugé, celui de Seiches, de Durtal ou encore celui de Noyant. À l'époque, c'est l'occasion de démonstrations, notamment pour les outils de travail du sol.
À la fin du XIXe siècle, la ligne de chemin de fer du Petit Anjou est construite, dont la ligne Angers-Noyant passait par Baugé, Pontigné et Lasse.

### Commune nouvelle de Baugé-en-Anjou
Lancé en mai 2011, le projet de création d'une commune nouvelle est approuvé par les conseils municipaux des cinq communes concernées le 8 mars 2012. L'arrêté préfectoral du 30 mars 2012 crée officiellement la commune nouvelle de « Baugé-en-Anjou », qui prend effet le 1er janvier 2013. À cette même date d'autres communes du département voient également le jour, Clefs-Val d'Anjou dans le Baugeois et Chemillé-Melay dans les Mauges.
En novembre 2014, la seconde rencontre des communes nouvelles se déroule à Baugé-en-Anjou.
En 2014, un nouveau projet de fusion se dessine, les municipalités de l'ancienne communauté de communes du canton de Baugé envisageant de se réunir en une seule commune. Le 29 avril 2015, le conseil communautaire se prononce en faveur du projet de commune nouvelle constituée de quinze communes déléguées : les cinq communes déléguées (Baugé, Montpollin, Pontigné, Saint-Martin-d'Arcé et Le Vieil-Baugé) de l'ancienne commune nouvelle de Baugé-en-Anjou, les deux communes déléguées (Clefs et Vaulandry) de l'ancienne commune nouvelle de Clefs-Val d'Anjou et huit autres communes devenant communes déléguées (Bocé, Chartrené, Cheviré-le-Rouge, Cuon, Échemiré, Fougeré, Le Guédeniau et Saint-Quentin-lès-Beaurepaire). Le 18 mai, l'ensemble des conseils municipaux votent en faveur de la création de la commune nouvelle. L'arrêté préfectoral est signé le 10 juillet et porte sur la création au 1er janvier 2016 de la commune nouvelle de Baugé-en-Anjou (homonyme), groupant les dix anciennes communes et supprimant l'ancienne communauté de communes.

### Incendie
Le 8 août 2022, un incendie se déclenche dans la forêt de Pugle, située à Clefs-Val d’Anjou, commune déléguée. Des munitions d’un ancien camp militaire explosent, sans faire de victimes. Dès la fin d’après-midi, 170 hectares sont déjà brûlés, nécessitant l’évacuation de 17 personnes. À 21 heures, 170 pompiers sont mobilisés mais ne parviennent pas à maîtriser complètement le sinistre. Le lendemain, deux avions porteurs d’eau multiplient les rotations mais 600 hectares sont brûlés, et 500 autres sont menacés en dépit de la mobilisation de 400 pompiers.

## Politique et administration

### Administration municipale
En janvier 2013, une période de transition s'ouvre pour la commune nouvelle jusqu'aux élections municipales de mars 2014. Conformément à l'arrêté de création, la commune est administrée durant cette période par un conseil municipal formé de 58 élus, 27 membres du précédent conseil de Baugé, 4 de celui de Montpollin, 4 de celui de Pontigné, 8 de celui de Saint-Martin-d'Arcé et 15 du précédent conseil du Vieil-Baugé.
Le 3 janvier, le premier maire de la commune de Baugé-en-Anjou est élu.
Après les élections de mars 2014, le conseil municipal comprend 29 conseillers municipaux.
L'administration de la commune nouvelle relève de la compétence du maire de Baugé-en-Anjou et de son conseil. Il n'existe qu'un seul budget et l'ensemble du personnel est sous la responsabilité du maire de la commune nouvelle. La commune déléguée peut bénéficier d'une dotation de fonctionnement ou d'animation.
Les anciennes communes, dites communes historiques, sont administrées par un maire délégué désigné par le conseil municipal de Baugé-en-Anjou. Pour faciliter la gestion au quotidien, le maire délégué est assisté d'un conseil communal consultatif désigné par le conseil municipal. Le maire délégué est officier d'état civil et de police judiciaire, il est chargé de la gestion des équipements de proximité.
Après la fusion de 2016, une nouvelle période de transition s'ouvre avec un conseil municipal de 143 conseillers, en fonction jusqu'aux élections municipales de 2020.
| Période        | Période                   | Identité           | Étiquette | Qualité |
| -------------- | ------------------------- | ------------------ | --------- | --- |
| 3 janvier 2013 | En cours (au 24 mai 2020) | Philippe Chalopin, | DVD       | Avocat Conseiller général (2011-2015) Conseiller départemental (depuis 2015) Président de la communauté de communes Baugeois Vallée (depuis 2017) |

### Communes déléguées
La commune de Baugé-en-Anjou est constituée de quinze communes déléguées.
| Nom                           | Code Insee | Intercommunalité      | Superficie (km2) | Population (dernière pop. légale) | Densité (hab./km2) |
| ----------------------------- | ---------- | --------------------- | ---------------- | --------------------------------- | ------------------ |
| Baugé (siège)                 | 49018      | CC du Canton de Baugé | 8,55             | 3 681 (2010)                      | 431                |
| Bocé                          | 49031      | CC du Canton de Baugé | 16,01            | 624 (2013)                        | 39                 |
| Chartrené                     | 49079      | CC du Canton de Baugé | 3,79             | 52 (2013)                         | 14                 |
| Cheviré-le-Rouge              | 49097      | CC du Canton de Baugé | 35,96            | 961 (2013)                        | 27                 |
| Clefs                         | 49101      | CC du Canton de Baugé | 25,92            | 979 (2010)                        | 38                 |
| Cuon                          | 49116      | CC du Canton de Baugé | 13,13            | 608 (2013)                        | 46                 |
| Échemiré                      | 49128      | CC du Canton de Baugé | 16,98            | 595 (2013)                        | 35                 |
| Fougeré                       | 49143      | CC du Canton de Baugé | 24,18            | 776 (2013)                        | 32                 |
| Le Guédeniau                  | 49157      | CC du Canton de Baugé | 18,10            | 357 (2013)                        | 20                 |
| Montpollin                    | 49213      | CC du Canton de Baugé | 4,49             | 214 (2010)                        | 48                 |
| Pontigné                      | 49245      | CC du Canton de Baugé | 24,17            | 257 (2010)                        | 11                 |
| Saint-Martin-d'Arcé           | 49303      | CC du Canton de Baugé | 13,18            | 794 (2010)                        | 60                 |
| Saint-Quentin-lès-Beaurepaire | 49315      | CC du Canton de Baugé | 7,51             | 291 (2013)                        | 39                 |
| Vaulandry                     | 49380      | CC du Canton de Baugé | 27,65            | 313 (2010)                        | 11                 |
| Le Vieil-Baugé                | 49372      | CC du Canton de Baugé | 28,63            | 1 266 (2010)                      | 44                 |

### Tendances politiques et résultats

#### Dernière élection présidentielle, résultats du deuxième tour
Election présidentielle de 2022 : 55,36% pour Emmanuel Macron (RE), 44,64% pour Marine le Pen (RN), 74,66% de participation.
Dernière élection législative, résultats du deuxième tour
Election législative de 2024 : 57,25% pour Anne-Laure Blin (LR), 42,75% pour Edouard Bourgeault (RN), 71,40% de participation.

### Intercommunalité
Les anciennes communes étaient précédemment intégrées à la communauté de communes du canton de Baugé. Créée en 1994, cette structure intercommunale regroupait en 2015 les dix communes du canton : les anciennes communes nouvelles de Baugé-en-Anjou (qui y avait adhéré dès sa création initiale en 2013 en lieu et place des cinq anciennes communes devenues communes déléguées) et de Clefs-Val d'Anjou (qui y avait adhéré dès sa création en 2013 en lieu et place de deux anciennes communes devenues communes déléguées), ainsi que les huit anciennes communes de Bocé, Chartrené, Cheviré-le-Rouge, Cuon, Échemiré, Fougeré, Le Guédeniau et Saint-Quentin-lès-Beaurepaire. Elle avait pour objet d’associer des communes au sein d’un espace de solidarité, en vue de l’élaboration d’un projet commun de développement et d’aménagement de l’espace.
Cette communauté de communes était membre du syndicat mixte Pays des Vallées d'Anjou (SMPVA), structure administrative d'aménagement du territoire qui regroupe six communautés de communes : Beaufort-en-Anjou, canton de Baugé, canton de Noyant, Loir-et-Sarthe, Loire Longué et Portes-de-l'Anjou.
La création de la commune nouvelle, le 1er janvier 2016, a emporté suppression de la communauté de communes du canton de Baugé. La commune nouvelle, dont toutes les compétences ont été transférées à la commune nouvelle, est alors devenue membre direct du syndicat mixte Pays des Vallées d'Anjou en lieu et place de l'ancienne communauté de communes dont la commune nouvelle faisait partie de 2013 à 2015. De même, la commune nouvelle est devenue membre direct des autres EPCI sans fiscalité propre (syndicats) dont faisait partie l'ancienne communauté de communes. Les autres syndicats dont les membres comprenaient uniquement certaines anciennes communes devenues communes déléguées dans la commune nouvelle ont également été dissous, leurs compétences transférées à la commune nouvelle.
À partir de cette date, la commune nouvelle ne fait plus partie d'aucun EPCI à fiscalité propre, elle continue cependant à bénéficier jusqu'à leur terme les avantages dont disposaient l'ancienne communauté de communes en termes de dotations publiques par l'État. Elle devient libre d'adhérer si elle le souhaite à un autre EPCI à fiscalité propre.
Le SDCI de Maine-et-Loire, approuvé le 22 janvier 2016 par la commission départementale de coopération intercommunale, envisage la création d'une nouvelle intercommunalité réunissant Baugé-en-Anjou et les communautés de communes de Beaufort-en-Anjou et du canton de Noyant à partir du 1er janvier 2017. Ce projet se concrétise par la création, ce 1er janvier, de la communauté de communes Baugeois-Vallée dont Baugé-en-Anjou est le siège.

### Autres organismes de coopération
La commune est également membre du :
- conseil de développement du Pays des Vallées d'Anjou (CDPVA) ;
- syndicat intercommunal d’eau et d’assainissement de l'agglomération baugeoise ;
- syndicat mixte intercommunal de valorisation et de recyclage thermique des déchets de l’Est Anjou (SIVERT), situé à Lasse ;
- syndicat intercommunal pour l'aménagement du Couasnon (SIAC).

D'autre part, les musées de Baugé, Beaufort-en-Vallée et Parçay-les-Pins se sont associés et fonctionnent en réseau depuis 2001 au sein d'un syndicat intercommunal à vocation unique (SIVU).

### Autres circonscriptions
Jusqu'en 2014, Baugé, puis Baugé-en-Anjou, est chef-lieu du canton de Baugé, et fait partie de l'arrondissement de Saumur. Ce canton compte alors les dix mêmes communes que celles de la communauté de communes. C'est l'un des quarante-et-un cantons que compte le département ; circonscriptions électorales servant à l'élection des conseillers généraux, membres du conseil général du département. Dans le cadre de la réforme territoriale, un nouveau découpage territorial pour le département de Maine-et-Loire est défini par le décret du 26 février 2014. La commune est alors rattachée au canton de Beaufort-en-Vallée, avec une entrée en vigueur au renouvellement des assemblées départementales de 2015.
Baugé-en-Anjou fait partie de la troisième circonscription législative de Maine-et-Loire.

### Jumelages et partenariats
Avant la création de la nouvelle commune, la ville de Baugé (contrairement aux quatre autres communes) était déjà jumelée avec deux villes étrangères :
- Kelsterbach (Allemagne) depuis 1979 ;
- Milngavie (Écosse).

### Instances judiciaires
Baugé-en-Anjou est située dans le ressort du tribunal d'instance et du conseil de prud'hommes qui siègent à Saumur. Elle dépend d'Angers pour le tribunal de grande instance, la cour d'appel, le tribunal pour enfants et le tribunal de commerce. Enfin, elle relève du tribunal administratif et de la cour administrative d'appel qui se situent à Nantes.

## Population et société

### Démographie

#### Évolution démographique
L'évolution du nombre d'habitants est connue à travers les recensements de la population effectués dans la commune depuis sa création.

En 2022, la commune comptait 11 747 habitants, en évolution de −1,02 % par rapport à 2016 (Maine-et-Loire : +2,12 %, France hors Mayotte : +2,11 %).
| 2016   | 2021   | 2022   |
| ------ | ------ | ------ |
| 11 868 | 11 757 | 11 747 |

#### Pyramide des âges
La population de la commune est plus âgée que celle du département. En 2021, le taux de personnes d'un âge inférieur à 30 ans s'élève à 32 %, soit en dessous de la moyenne départementale (36,7 %). À l'inverse, le taux de personnes d'âge supérieur à 60 ans est de 31,5 % la même année, alors qu'il est de 26,5 % au niveau départemental.
En 2021, la commune comptait 5 634 hommes pour 6 123 femmes, soit un taux de 52,08 % de femmes, légèrement supérieur au taux départemental (51,4 %).
Les pyramides des âges de la commune et du département s'établissent comme suit.
| Hommes | Classe d’âge | Femmes |
| ------ | ------------ | ------ |
| 1,4    | 90 ou +      | 2,8    |
| 10,5   | 75-89 ans    | 12,4   |
| 17,2   | 60-74 ans    | 18,3   |
| 20,3   | 45-59 ans    | 19,1   |
| 17,1   | 30-44 ans    | 16,6   |
| 14,1   | 15-29 ans    | 13     |
| 19,4   | 0-14 ans     | 17,7   |

| Hommes | Classe d’âge | Femmes |
| ------ | ------------ | ------ |
| 0,9    | 90 ou +      | 2,1    |
| 7      | 75-89 ans    | 9,5    |
| 16,2   | 60-74 ans    | 16,9   |
| 19,4   | 45-59 ans    | 18,7   |
| 18,2   | 30-44 ans    | 17,5   |
| 18,8   | 15-29 ans    | 17,6   |
| 19,5   | 0-14 ans     | 17,6   |

### Santé
Présence d'une structure hospitalière et d'une maison de la santé.

## Économie

### Tissu économique
Sur 355 établissements présents sur l'ensemble de ce territoire à fin 2019, 13,5 % relèvent du secteur de l'agriculture (pour une moyenne de 8,4 % sur le département), 9 % du secteur de l'industrie, 11 % du secteur de la construction, 51 % de celui du commerce, transports et services divers et 15,5 % du secteur de l'administration publique, enseignement, santé et action sociale.

### Activité économique de la région
Ville la plus importante du Baugeois, Baugé-en-Anjou se trouve au cœur de l'activité économique intercommunale. On y trouve notamment une zone d'activité, la Z.A. Anjou Actiparc Sainte-Catherine.
Sur le territoire de la communauté de communes Baugeois Vallée, sur 943 établissements présents à fin 2019, 15,6 % relèvent du secteur de l'agriculture (pour une moyenne de 8,4 % sur le département), 9,5 % du secteur de l'industrie, 10,4 % du secteur de la construction, 49,8 % de celui du commerce, transports et services divers et 14,6 % du secteur de l'administration publique, enseignement, santé et action sociale.

Seuls 17,7 % des établissements comptent plus de 10 salariés, pour 21,2 % sur le département.
Le tourisme se développe sur la région, les sites à visiter y étant nombreux : château de Baugé, l'apothicairerie de Baugé, centres-villes dont celui de Baugé, églises dont celles de Chartrené ou de Pontigné, clochers tors de Fougeré, Le Vieil-Baugé et Pontigné, prieurés dont celui du Guédeniau, manoirs dont celui du Vieil-Baugé, musées dont ceux de Baugé et Cheviré, etc.

## Culture locale et patrimoine

### Lieux et monuments

#### Monuments historiques sur Baugé

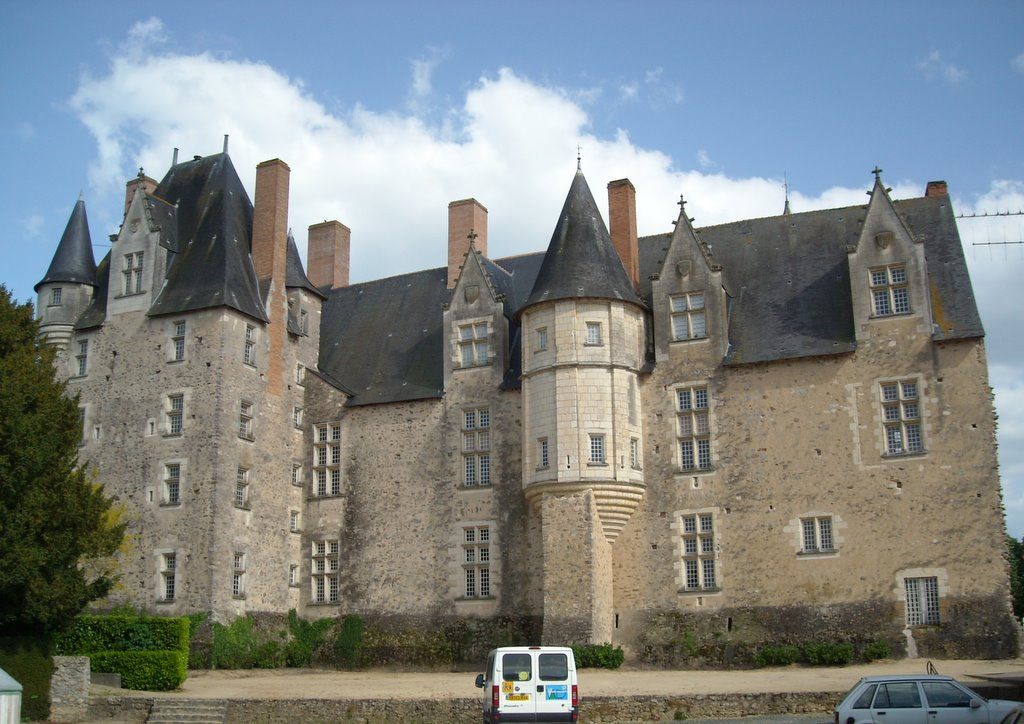
Le château de Baugé.

La commune de Baugé comporte plus de cent quarante monuments inscrits à l'Inventaire général du patrimoine culturel, dont onze monuments historiques, un site protégé et une zone de protection du patrimoine urbain.
- Château de Baugé, du XVe siècle, oratoire bibliothèque tourelle escalier élévation toiture décor, Monument historique classé en 1961 par arrêté.
- Ancien couvent des Bénédictines, du XVIIe siècle, couvent créé pour l'éducation des jeunes filles de la ville puis aménagé en sous-préfecture au début du XIXe siècle, Monument historique inscrit en 1997 par arrêté.
- Église Saint-Pierre et Saint-Laurent, des XVIe, XVIIe et XVIIIe siècles, bâtie de 1593 à 1599, clocher de 1630 à 1638, Monument historique classé en 1979 par arrêté.
- Hôtel Les Cèdres, du XIXe siècle, jardin terrasse bureau portail pavillon cheminée salon élévation toiture décor, Monument historique inscrit et classé en 1984 par arrêté.
- Hôtel-Dieu, des XVIIe et XVIIIe siècles, Monument historique inscrit en 1990 et classé en 1993.
- Hôtel Mabille-Duchêne, hôtel particulier des XVIe, XVIIe, XVIIIe et XIXe siècles, cour jardin communs puits four à pain, Monument historique inscrit en 1992 par arrêté.
- Hôtel Maillard, des XVIe et XVIIe siècles, logis escalier, Monument historique inscrit en 1995 par arrêté.
- Hôtel particulier, du XVIIe siècle, maison communs orangerie jardin porche, Monument historique inscrit en 1991 par arrêté.
- Palais de justice, du XIXe siècle, clôture grille, Monument historique inscrit en 1986 par arrêté.
- Site urbain, centre ville de Baugé, Site protégé inscrit en 1972 par arrêté.
- Zone de protection du patrimoine architectural et urbain, Protection inscrite en 2006.

#### Monuments historiques sur Montpollin
La commune de Montpollin comporte plusieurs inscriptions à l'inventaire du patrimoine, dont un monument historique.
- Église Saint-Eutrope et croix de cimetière, des XIe, XVe et XVIIe siècles, Monuments historiques inscrits en 1963.

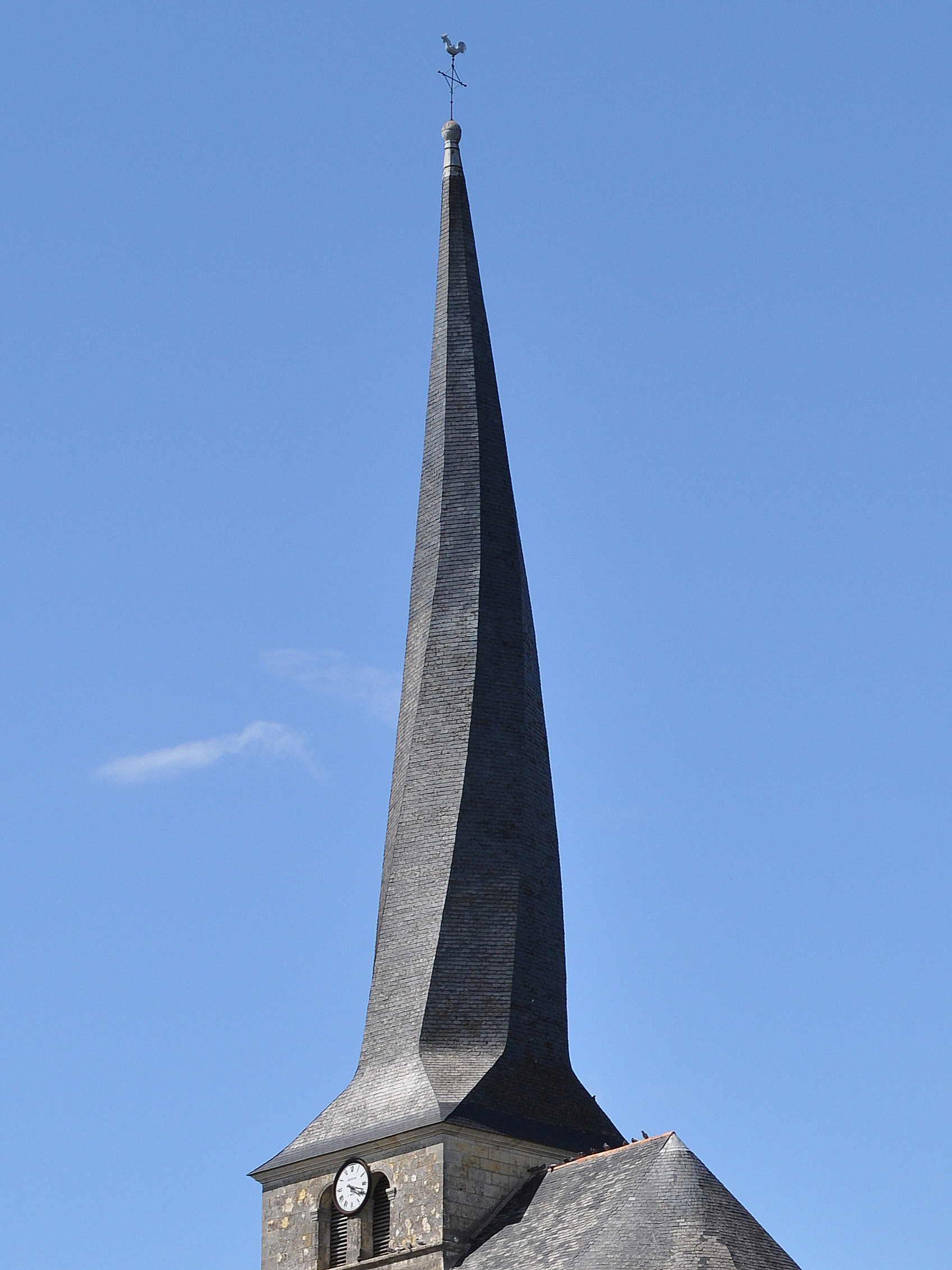
Clocher de l'église du Vieil-Baugé.

#### Monuments historiques sur Pontigné
La commune de Pontigné comporte plusieurs inscriptions à l'inventaire du patrimoine, dont deux monuments historiques.
- Dolmen de Pierre Couverte, du Néolithique (préhistoire), Monument historique classé en 1910.
- Église paroissiale Saint-Denis, Monument historique classé en 1862.

#### Monuments historiques à Saint-Martin-d'Arcé
La commune de Saint-Martin-d'Arcé comporte plusieurs inscriptions à l'inventaire du patrimoine, dont un monument historique.
- Château de Sancé, des XVIe, XVIIe et XVIIIe siècles, Monument historique classé en 1964 pour le vestibule, le grand salon, l'office et l'escalier, et Monument historique inscrit la même année pour les façades et toitures du bâtiment d'habitation.

#### Monuments historiques sur Le Vieil-Baugé
La commune du Vieil-Baugé comporte plusieurs monuments inscrits au Patrimoine, dont trois monuments historiques :
- Château de Montivert, du XIXe siècle, château de la fin de la période néo-gothique, édifié entre 1893 et 1895, Monument historique inscrit en 1994 ;
- Église paroissiale Saint-Symphorien, église romane des XIe et XVIe siècles, avec flèche tordue, comme d'autres clochers du Baugeois (clocher tors), Monument historique classé en 1973 ;
- Manoir de Clairefontaine, des XIIIe et XVe siècles, Monument historique classé en 1984.

#### Autres monuments
- Église Saint-Évroul de Cuon.
- Église Saint-Étienne de Fougeré.
- Église Saint-Quentin de Saint-Quentin-lès-Beaurepaire.
- Église Saint-Maurice de Chartrené.
- Église Saint-Médard de Cheviré-le-Rouge.
- Église Saint-Martin-de-Vertou de Bocé.
- Église Saint-Pierre de Vaulandry.
- Église Saint-Martin d'Échemiré.
- Chapelle de Mincé.

### Équipements culturels
Maison culturelle de l'espéranto : le château de Grésillon héberge la Maison culturelle de l'espéranto depuis 1951.

### Personnalités liées à Baugé-en-Anjou
- Foulques Nerra (975-1040), comte d'Anjou, à l'origine d'une centaine de châteaux, donjons et abbayes, ainsi que de la ville de Baugé.
- Le roi René (1409-1480), bâtisseur de l'actuel château de Baugé.
- Le marquis de Turbilly (1717-1776), à l'origine d'expériences de défrichement dans le Baugeois.
- Louis-François-Bertrand du Pont d'Aubevoye de Lauberdière (1759-1837), officier qui a participé à la Guerre d'indépendance américaine.
- Armand Louis Debroc (1772-1810), né à Baugé, général de brigade, aide de camp du prince Louis-Napoléon Bonaparte.
- Hervé Coué (1919-1944), né au Vieil-Baugé, combattant des Forces françaises libres, Compagnon de la Libération[85].